# Mimosciadella subinermicollis
Mimosciadella subinermicollis là một loài bọ cánh cứng trong họ Cerambycidae.